# Ópera Húngara de Cluj-Napoca

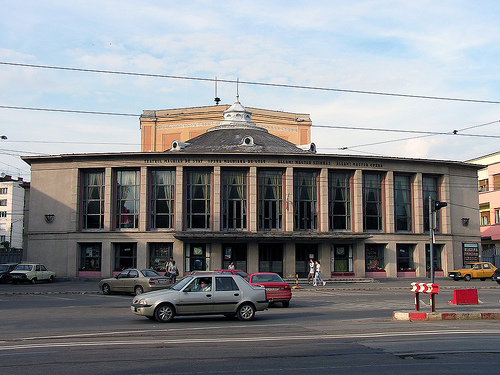
A construção do teatro e da ópera em Cluj-Napoca

A Ópera Húngara de Cluj-Napoca (em húngaro:  Kolozsvári Állami Magyar Opera; em romeno:  Opera Maghiară din Cluj) é uma companhia pública de ópera em Cluj-Napoca, Romênia, fundada em 17 de dezembro de 1948. Fica localizada no Teatro Húngaro de Cluj.
A estrutura foi construída durante 1909-1910 no local de um antigo espetáculo de verão e foi reconstruída em 1959-1961. O conjunto pode acomodar até 862 pessoas.